# 20580 Marilpeters
A 20580 Marilpeters (ideiglenes jelöléssel 1999 RG151) a Naprendszer kisbolygóövében található aszteroida. A LINEAR projekt keretében fedezték fel 1999. szeptember 9-én.